# 193 (tal)
193 är det naturliga talet som följer 192 och som följs av 194.

## Inom vetenskapen
- 193 Ambrosia, en asteroid

## Inom matematiken
- 193 är ett udda tal.
- 193 är ett primtal och primtalstvilling med 191.
- 193 är ett Prothtal.